# Geddington

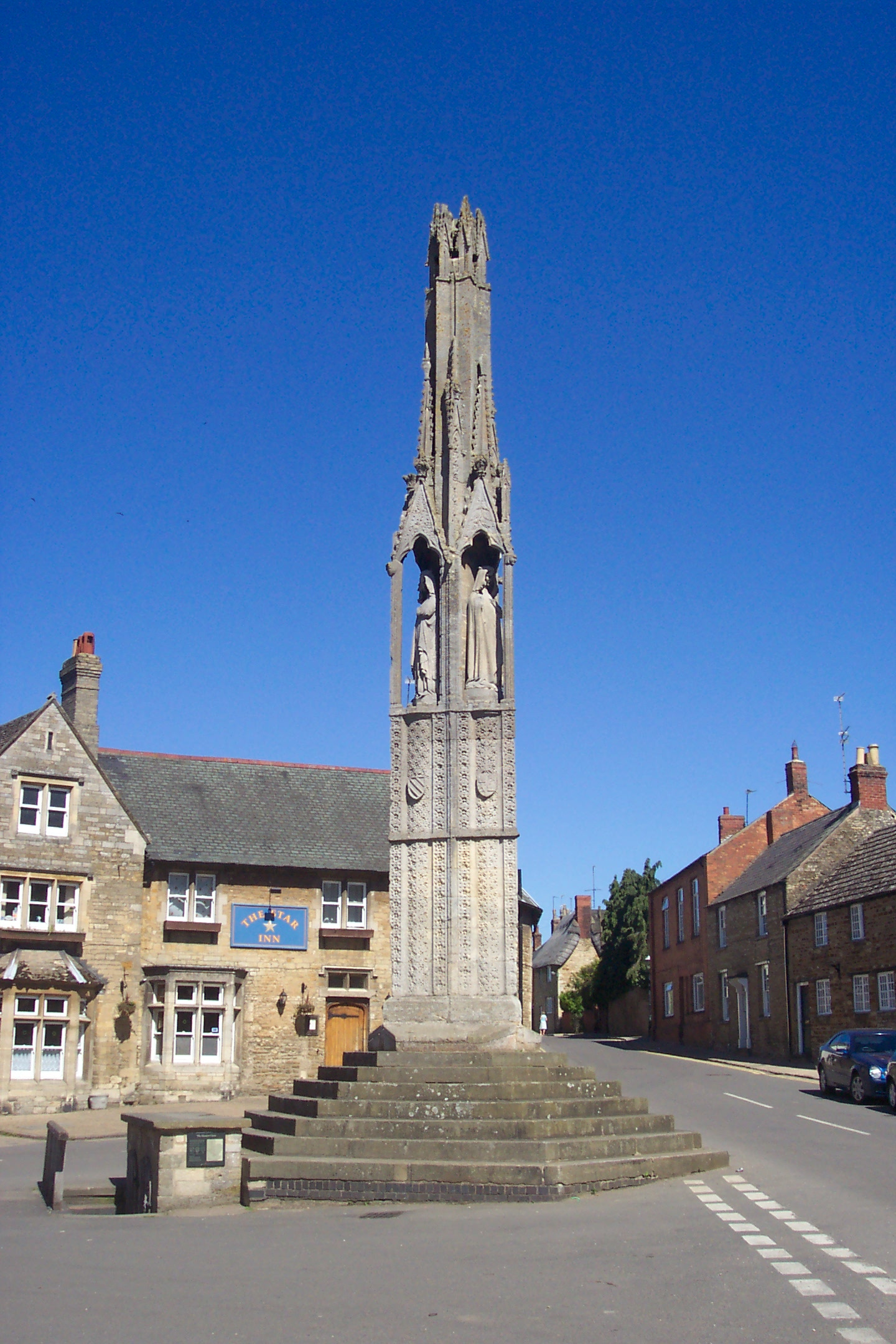
La croce di Geddington

Geddington è un villaggio e una parrocchia civile inglese del distretto di Kettering nel Northamptonshire. La sua popolazione nel 2011 era di 1 503 abitanti.
Il villaggio ospitava una volta l'alloggiamento per la caccia reale che veniva utilizzato come base dai monarchi per cacciare nella foresta regia di Rockingham. L'edificio è andato successivamente distrutto, comunque la "Porta del Re" dentro la chiesa di Santa Maria Maddalena nel villaggio rimane: era l'ingresso attraverso il quale il re poteva entrare in chiesa quando risiedeva negli alloggiamenti di caccia.
La vecchia strada maestra corre attraverso il villaggio e attraversa il fiume Ise con uno spettacolare ponte medievale. Questo, eretto nel 1250, ha cinque arcate e tre isole pedonali. Un più recente guado passa anche lungo il ponte.
Il villaggio fu nel XIII secolo una della tappe del corteo funebre che portava la salma della regina d'Inghilterra, Eleonora di Castiglia, da Herdeby, ove morì, a Londra e quindi il marito, Edoardo I d'Inghilterra, vi fece erigere una delle dodici Croci di Eleonora, monumenti alla memoria della consorte defunta. Il monumento è uno tra i pochi ancora discretamente conservati.